# 巴里利夫卡
50°59′27″N 35°3′26″E / 50.99083°N 35.05722°E
巴里利夫卡（烏克蘭語：Барилівка）是位於烏克蘭東北部的村莊，由蘇梅州蘇梅區的米羅皮利亞市鎮負責管轄。該村處於普肖爾河左岸，分別距離赫魯尼夫卡2公里和維利尚卡4公里，海拔高度137米，2001年人口140。